# Shelley FKA DRAM
Shelley FKA DRAM, ehemals D.R.A.M. (bürgerlich Shelley Marshaun Massenburg-Smith; * 3. August 1988 in Neustadt an der Weinstraße), ist ein US-amerikanischer Rapper.

## Leben
Massenburg-Smith wurde in Deutschland geboren und wuchs in Hampton, Virginia auf.

## Karriere
Erstmals auf sich aufmerksam machte er unter dem Namen D.R.A.M. – die Abkürzung steht für „Does Real Ass Music“ – im Jahr 2014 mit dem Song Cha Cha. Erst wurde es ein Hit in seinem Heimatstaat Virginia, dann griff es eine Radiostation aus Cleveland, Ohio auf und schließlich entdeckte Beyoncé das Stück und veröffentlichte eine eigene Version. Mit Cha Cha konnte sich D.R.A.M. bei den Hot R&B Songs von Billboard platzieren.
Den landesweiten Durchbruch hatte der Rapper Mitte 2016 mit seinem Song Broccoli zusammen mit Lil Yachty. Der Song erreichte Platz 5 der Billboardcharts und Platz 1 der Rap-Charts in Amerika.

## Diskografie

### Alben
- 2016: Big Baby D.R.A.M.

### Mixtapes
- 2014: #1 Epic Summer
- 2015: Gahdamn!

### Singles
- 2014: Cha Cha
- 2016: Broccoli (feat. Lil Yachty)
- 2016: Cute
- 2016: Cash Machine (US: Gold)
- 2018: Best Hugs

### Gastbeiträge
- 2015: For the Love Of (mit DP)
- 2016: Slappin (mit E-40 & Nef the Pharaoh)
- 2016: Smokin’ What I’m Smokin’ On (mit MOD SUN & Rich the Kid)
- 2016: Chill Bill Remix (mit Rob Stone, Denzel Curry & Cousin Stizz)
- 2016: 1999 (mit Max Fullard)
- 2017: Andromeda (mit Gorillaz)
- 2017: Right Now (mit Snakehips, ELHAE & H.E.R.)
- 2018: Look Back (mit Diplo)
- 2019: New Hawaii (mit Injury Reserve, Tony Velour & Dylan Brady)

## Auszeichnungen für Musikverkäufe
| Goldene Schallplatte - Dänemark - 2019: für die Single Broccoli - Frankreich - 2017: für die Single Broccoli - Italien - 2017: für die Single Broccoli - Kanada - 2023: für das Lied Cash Out - Neuseeland - 2024: für das Album Big Baby D.R.A.M. | 3× Platin-Schallplatte - Kanada - 2017: für die Single Broccoli |

Anmerkung: Auszeichnungen in Ländern aus den Charttabellen bzw. Chartboxen sind in ebendiesen zu finden.
| Land/RegionAuszeichnungen für Musikverkäufe (Land/Region, Auszeichnungen, Verkäufe, Quellen) | Gold     | Platin       | Verkäufe  | Quellen          |
| -------------------------------------------------------------------------------------------- | -------- | ------------ | --------- | ---------------- |
| Dänemark (IFPI)                                                                              | Gold1    | —            | 45.000    | ifpi.dk          |
| Frankreich (SNEP)                                                                            | Gold1    | —            | 66.666    | snepmusique.com  |
| Italien (FIMI)                                                                               | Gold1    | —            | 25.000    | fimi.it          |
| Kanada (MC)                                                                                  | Gold1    | 3× Platin3   | 280.000   | musiccanada.com  |
| Neuseeland (RMNZ)                                                                            | Gold1    | —            | 7.500     | radioscope.co.nz |
| Vereinigte Staaten (RIAA)                                                                    | 2× Gold2 | 8× Platin8   | 9.000.000 | riaa.com US2     |
| Vereinigtes Königreich (BPI)                                                                 | Gold1    | —            | 400.000   | bpi.co.uk        |
| Insgesamt                                                                                    | 8× Gold8 | 11× Platin11 |           |                  |